# Rival Schools
Rival Schools, originalmente titulado ジャスティス 学園 (Jasutisu Gakuen, Justice Academy) no Japão, é uma série de jogo de luta feita pela Capcom. Focando alunos e estudantes de várias escolas lutando por justiça.
Apesar de ser bastante obscura, a série é conhecida por ser um jogo muito pesado de conspiração do gênero, onde os lances do enredo são normalmente auxiliares e disponíveis. Os jogos apresentam um modo de história com diálogos que promovem a história antes e depois das lutas, e incluem um modo secundário, não-combatente que revelam detalhes adicionais sobre os personagens e as suas vidas.

## Jogos

### Rival Schools: United By Fate
O primeiro jogo da série Rival Schools: United By Fate (私立ジャスティス学園 (Shiritsu Justice Gakuen, : Legion of Heroes) foi lançado em arcades e no PlayStation em 1997. O jogo apresenta a luta de 2 a 2, onde os personagens podem ser trocados durante o final de cada round, e o segundo personagem pode ser chamado durante a luta para ataques em dupla como na série Marvel vs. Capcom.
A versão do PlayStation também inclui um segundo disco com diversos mini games, incluindo simulação de personagem, onde o jogador pode criar seu próprio personagem que entrará para uma vida normal de escola, interagindo com outros personagens normais do jogo principal que poderá ser usado como personagem jogável nos modos de luta. Este modo ia ser inicialmente incluso no lançamento da versão ocidental do jogo sob o nome School Life Mode (Modo de Vida Escolar), mas foi eventualmente cancelado devido a falta de tempo na tradução (Mas os outros mini games foram inclusos).
Shiritsu Justice Gakuen: Nekketsu Seisyun Nikki 2 (私立ジャスティス学園 熱血青春日記2) (traduzido Rival Schools: Evolution 2 por fãs falantes da inglês), uma atualização do jogo lançado somente no Japão, incluindo uma versão mais elaborada da simulação de personagem e dois personagens novos.

### Project Justice
A verdadeira seqüência, Project Justice (燃えろ!ジャスティス学園:Moero! Justice Gakuen no Japão), foi lançada em 2000 no Japão e em 2001 nos Estados Unidos e Europa para arcades e Sega Dreamcast. Em comparação à Rival Schools, Project Justice apresenta grupos de 3, adicionando ataques em grupo e a habilidade de interromper ataques em grupo de 2. Como o jogo prévio, Project Justice inclui um modo de criação de personagem que vem em forma de jogo de tabuleiro virtual. Este modo de criação também nunca foi lançado fora do Japão devido a problemas de localizações.

## Participações
Sakura Kasugano, representando a Escola Secundária Tamagawa-Minami, apareceu no primeiro jogo Rival Schools. Na história, ela, Hinata e Natsu são amigas de infância. Rival Schools também faz muitas participações no manhwa Souls to Seoul.

## História em quadrinhos
Uma série de história em quadrinhos baseada em Rival Schools foi produzida pela UDON Studios e seu primeiro lançamento foi em 17 de Maio de 2006, com arte por Corey Lewis. Originalmente, o gibi era para ter sido produzida pela Dreamwave Productions, mas quando a Dreamwave mostrou sinais de falência, os direitos do gibi foram vendidos para UDON, que já tinha produzido o bem sucedido gibi do Street Fighter. O gibi tem a série Rival Schools se passando no mesmo universo principal que a série Street Fighter, assim explicando o envolvimento de Sakura no primeiro jogo de Rival Schools. O mangá ficou disponível à venda em 31 de Agosto de 2007 nos EUA.

## Outras participações
Embora a Capcom não tenha anunciado nada novo envolvendo a série Rival Schools, alguns personagens têm feito participações especiais em várias séries de crossovers, como Capcom vs. SNK 2, SNK vs. Capcom: Card Fighters Clash, Namco x Capcom, Tatsunoko vs. Capcom, e recentemente Project X Zone.